# Ulysses Araújo
Ulysses Freitas Pereira de Araújo, mais conhecido como Coronel Ulysses (Cruzeiro do Sul, 19 de outubro de 1972), é um policial militar e político brasileiro, filiado ao União Brasil.

## Biografia
Em 2018, foi candidato à Governador do Acre pelo PSL, chegando em terceiro lugar, com 45.032 votos (10,90% dos válidos).
Nas eleições de 2022, foi eleito deputado federal pelo Acre com 21.075 votos (1,07% dos válidos). 
Foi comandante geral da polícia militar do estado do Acre, também foi comandante do BOPE da policia militar do Acre e fundador da COE e GEFRON.